# ساختمان کتانچی
ساختمان کتانچی مربوط به دوره پهلوی است و در تبریز، خیابان تربیت، اول كوچه نور هاشمي، پلاک ۱۰۲ واقع شده و این اثر در تاریخ ۳ دی ۱۳۸۵ با شمارهٔ ثبت ۱۶۶۶۴ به‌عنوان یکی از آثار ملی ایران به ثبت رسیده است.